# Um Refúgio no Passado
Um Refúgio no Passado  (In My Father's Den) é um filme de 2004 dirigido por Matthew Macfaiden.

## Sinopse
Após a morte de seu pai, o renomado fotógrafo de guerra Paul Prior (Matthew Macfadyen) volta para casa da Europa depois de 17 anos afastado. Em uma pequena cidade da Nova Zelândia, ele reencontra seu irmão Andrew, um homem religioso e conservador, e começa a lecionar jornalismo na escola local. Ele também se torna amigo e um ídolo para Célia, uma jovem ávida por descobrir a vida. Quando Célia, que é filha de uma antiga namorada, desaparece no inverno seguinte, Paul é o primeiro a ser questionado a explicar seu desaparecimento.

## Elenco
| Actor               | Personagem    |
| ------------------- | ------------- |
| Matthew Macfadyen   | Paul Prior    |
| Emily Barclay       | Celia Steimer |
| Miranda Otto        | Penny         |
| Jodie Rimmer        | Jackie        |
| Vanessa Riddell     | Iris          |
| Matthew Chamberlain | Jeff          |
| Antony Starr        | Gareth        |